# Генерал от планинските войски
Генерал от планинските войски (на немски: General der Gebirgstruppe) е военно звание, най-често срещано сред генералите на Вермахта датиращо в периода 1940/45 г.
Във немския Вермахт рангът е по-висшестоящ от генерал-лейтенант и по-нисшестоящ от генерал-полковник.
Той е от типа генерал от рода войски:
- Генерал от пехотата
- Генерал на танковите войски
- Генерал от кавалерията
- Генерал от артилерията
- Генерал от парашутните войски
- Генерал от авиацията
- Генерал от свързочните войски и др.

## Списък на офицерите получили званието Генерал от планинските войски
- 1885—1947 Франц Бьоме (самоубил се);
- 1889—1944 Едуард Дитл (от 1 юни 1942 — генерал-полковник, загинал в самолетна катастрофа на 23 юни 1944);
- 1890—1944 Карл Еглсер (загинал в самолетна катастрофа на 23 червня 1944);
- 1885—1970 Валентин Фьорщайн
- 1897—1952 Георг Ритер фон Хенгл
- 1896—1956 Фердинанд Йодл
- 1891—1964 Рудолф Конрад
- 1890—1969 Ханс Крайсинг
- 1889—1947 Лудвиг Кюблер (екзекутира в Югославия);
- 1896—1982 Хуберт Ланц
- 1889—1967 Юлиус Рингел
- 1892—1973 Фердинанд Шьорнер (от 1 април 1944 — генерал-полковник, от 4 април 1945 — фелдмаршал);
- 1893—1973 Ханс Шлемер
- 1898—1954 Ханс Карл Максимилиан фон Ле Сюр
- 1895—1963 Курт Версок
- 1894—1985 Емил Вогел
- 1894—1989 Фредерик-Йобст фолкамер фон Кирхензитенбах
- 1897—1979 Август Винтер

### Галерия
- Едуард Дитл, като генерал от планинските войски в Рускта тундра (1941)
- Генерал от планинските войски Франц Бьоме, Лапландски фронт (1943)
- Фердинанд Шьорнер, като генерал от планинските войски в Гърция (1941)